# Eric Stuart
Eric Stuart, född 18 oktober 1967 i Brooklyn, är en amerikansk röstskådespelare och musiker. Han har arbetat främst för 4Kids Entertainment, NYAV Post och Central Park Media. Några av hans mest kända roller som röstskådespelare är som Brock och James från Team Rocket i Pokémon, Seto Kaiba i Yu-Gi-Oh! och Gourry Gabriev i The Slayers. Med sitt rockband, Eric Stuart Band, har han turnerat med artister och band såsom Peter Frampton, Ringo Starr & His All-Starr Band, Lynyrd Skynyrd samt att han har varit förband åt Jethro Tull, Julian Cope, Hall & Oates och Chicago.